# Vijaya Raje Scindia
Vijaya Raje Sahib Scindia, nata Lekha Divyeshwari Devi (Sagar, 12 ottobre 1919 – Nuova Delhi, 25 gennaio 2001), è stata una politica indiana, Maharani (Regina) di Gwalior.

## Biografia
Lekha Divyeshwari (dopo il matrimonio nota come Vijaya Raje Scindia) nacque nel 1919 in una famiglia aristocratica indiana, dal Thakur Mahendra Singh, funzionario governativo, e dalla di lui moglie Chuda Devashwari Devi dei Rana del Nepal, morta alla sua nascita. Per questo motivo, fu affidata alle cure della famiglia materna residente a Sagar, dove il nonno Gen. Raja Khadga Shamsher Jang Bahadur Rana era stato esiliato per l'assassinio nel 1885 dello zio Maharaja Ranaodhip Singh Bahadur Rana. 
L'educazione religiosa della nonna materna, induista ortodossa, segnerà profondamente il suo carattere e le sue convinzioni.

### Matrimonio
Nel 1922, all'età di 22 anni, sposò Jivaji Rao Scindia che nel 1925 divenne Maharaja di Gwalior, una delle più ricche e influenti famiglie reali indiane.
Dall'unione sono nati cinque figli, alcuni dei quali hanno ricoperto o ricoprono tuttora incarichi politici di primo piano:
- Padmavati Raje 'Akkasaheb' Scindia (1942-64), sp. Kirit Deb Barman, Maharaja di Tripura
- Usha Raje Scindia (n.1943), sp. Pashupati SJB Rana
- Madhav Rao Scindia (1945-2001), sp. Kiran Rajya Lakshmi Kumari Devi dei Rana del Nepal
- Vasundhara Raje, Capo del governo del Rajasthan (2005), sp. Hemant Singh, Maharaj Rana di Dholpur
- Yashodhara Raje (n.1955)

## Attività politica
Vijaya Raje entrò in politica dapprima tra le file del partito del Congresso, tra le quali fu eletta alla Lok Sabha nel 1957 e nel 1962. 
Nel 1967 abbandonò tale formazione politica per il Bharatiya Jan Sangh e fu eletta all'assemblea legislativa del Madhya Pradesh (1967-71). Dopo un periodo alla Rajya Sabha (1978-89), fu nuovamente rieletta alla Lok Sabha nel 1989, 1991, 1996 e nel 1998.
Nel 1975, durante lo stato d'emergenza fatto proclamare da Indira Gandhi per evitarle l'applicazione della sentenza che la escludeva dalle cariche pubbliche, fu incarcerata in quanto oppositrice del regime, mentre il figlio Madhav Rao Scindia riuscì a rifugiarsi in Nepal dalla sorella Usha Raje, moglie di Pashupati Shamsher Jang Bahadur Rana.
Terminata l'"Emergenza", Madhav Rao Scindia decise di tornare nel partito del Congresso di Indira Gandhi alimentando forti dissapori con la madre. 
Nel 1980 Vijaya Raje divenne uno dei vicepresidenti del Bharatiya Janata Party e mantenne tale carica fino al 1998, quando per motivi di salute vi rinunciò. 
Fu un'importante sostenitrice delle forze fondamentaliste indù nella vicenda relativa al tempio Ram Janmabhumi di Ayodhya.